# Lügendetektor

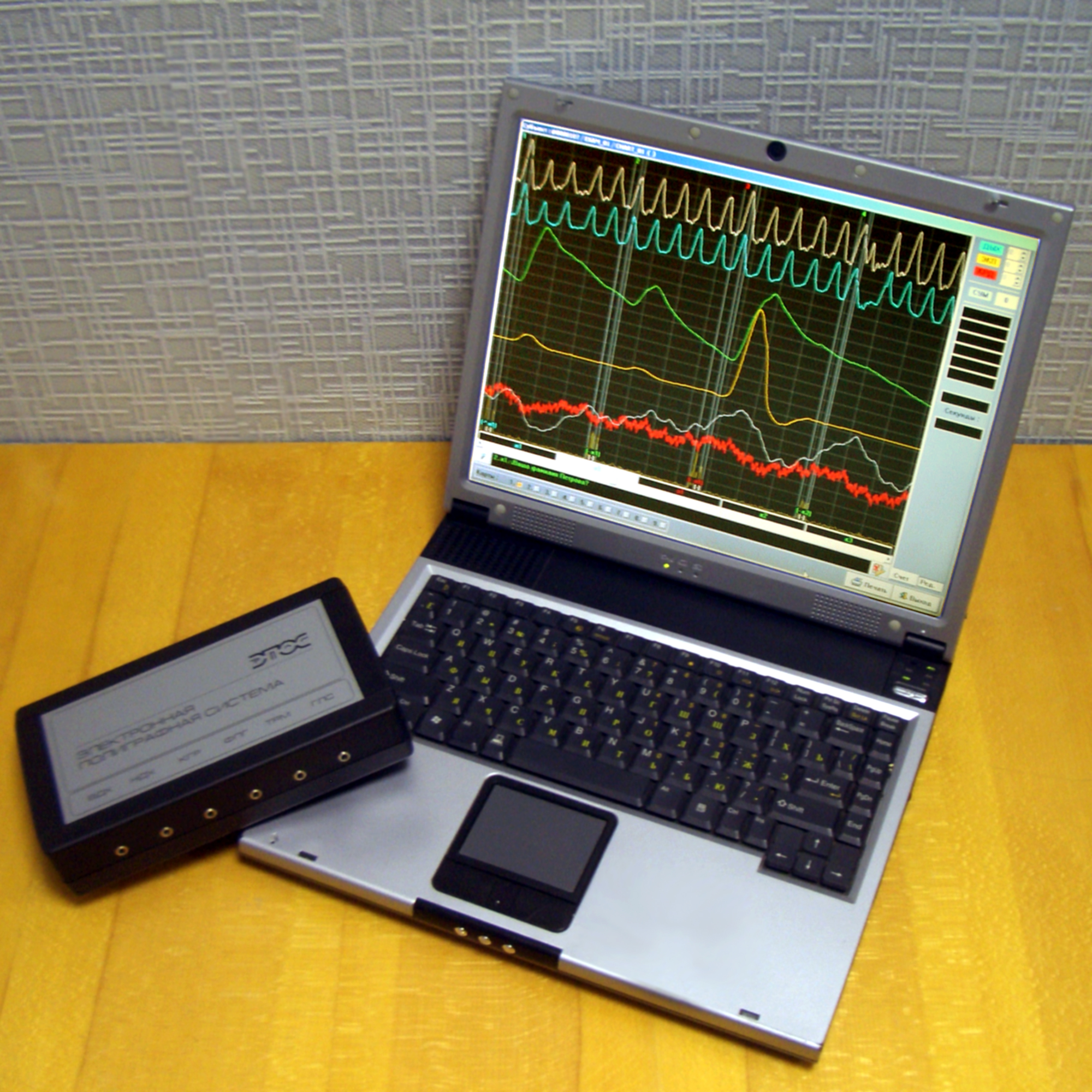
Darstellung der Messwerte eines Lügendetektors auf einem Notebook

Als Lügendetektor wird umgangssprachlich ein Gerät bezeichnet, das kontinuierlich den Verlauf von körperlichen Parametern (nämlich der peripher-physiologischen Variablen) – wie Blutdruck, Puls, Atmung oder die elektrische Leitfähigkeit der Haut – einer Person während einer Befragung misst und aufzeichnet. In Fachkreisen wird das Gerät nicht als Lügendetektor, sondern als Polygraph („Vielschreiber“), Mehrkanalschreiber oder auch Biosignalgerät bezeichnet. Der Begriff „Lügendetektor“ ist deshalb nicht korrekt, weil es sich bei dem Polygraphen lediglich um ein technisches Hilfsmittel handelt, mit dem physiopsychologische Parameter gemessen und aufgezeichnet werden. Die aufgezeichneten Reaktionen sind nicht spezifisch für die Wahrheit oder Unwahrheit der gegebenen Antwort, sondern zeigen lediglich das momentane Aktiviertheitsniveau an.

## Entwicklung und Geschichte
Die Grundidee zum Polygraphen geht auf die Psychologen Carl Gustav Jung und Max Wertheimer zurück. Zu Beginn des 20. Jahrhunderts veröffentlichten sie zwei unabhängige Arbeiten zur Nutzung physiopsychologischer Verfahren als Indikatoren für juristische Belange. Vittorio Benussi forschte an der Universität Graz vor allem zur Korrelation von Glaubwürdigkeitsbeurteilung und Atmung und konstruierte im März/April 1913 einen Apparat, der die Atmungsphasen und den Puls registriert und somit einen frühen Polygraphen darstellt. In den USA entwickelten ab 1920, zunächst unabhängig voneinander, der Psychologe William Moulton Marston und der Kriminalist John A. Larson den Polygraphen entscheidend weiter und setzten ihn ab 1921 bei polizeilichen Ermittlungen ein. Diese Einsätze waren teilweise erfolgreich, es gab jedoch aufgrund von Fehlschlägen auch deutliche Zweifel an der Zuverlässigkeit der Methode. Ebenfalls in den 1920er Jahren arbeitete Leonarde Keeler an Polygraphen zur Lügendetektion; seine verbesserte Version wurde zum ersten Mal am 2. Februar 1935 in einem Experiment getestet.
Seitdem haben sich Polygraphen in einigen Ländern verbreitet, das Hauptanwendungsland war und sind jedoch die USA, in denen mit der American Polygraph Association auch eine Lobby-Organisation existiert. Die Anwendungsgebiete erstrecken sich von Bewerbungsgesprächen für eine Arbeitsstelle bis zu Vernehmungen bei der Polizei. Auch Geheimdienste wie die CIA und die Bundespolizei FBI in den USA verwenden Polygraphen, um die Vertrauenswürdigkeit aktueller und potentieller Mitarbeiter zu beurteilen. Unter Präsident Donald Trump werden die Geräte verstärkt dazu eingesetzt, um Whistleblower und Presseinformanten aus den eigenen Reihen aufzuspüren, so etwa beim FBI und im Pentagon.
Neben den Polygraphen wurden in jüngerer Zeit alternative Methoden zum Erkennen wahrer oder unwahrer Aussagen entwickelt. Darunter sind rein stimmenbasierte, die Änderungen in der Stimme als Indikator für Lügen verwenden und bei einem Telefongespräch eingesetzt werden können, sowie Infrarotkameras, mit denen die Durchblutung des Gesichts sichtbar gemacht und als Indikator verwendet wird.

## Theorie
Polygraphische Untersuchungen basieren auf der Annahme, dass Menschen beim Lügen mindestens geringfügig nervös werden. Auch wenn diese Nervosität dem Gegenüber unsichtbar bleibt, erzeugt sie durch das vegetative Nervensystem unwillkürliche Reaktionen. Dieses momentane Aktiviertheitsniveau des Organismus lässt sich durch entsprechende Messgeräte registrieren und aufzeichnen.
Geeignete Reaktionen sind unter anderem:
- Änderung der Atemfrequenz
- Änderung des Pulses
- Änderung des Blutdrucks
- elektrodermale Aktivität – Änderung des Hautwiderstands durch Schwitzen
- Zittern

Für eine zuverlässige Bewertung werden mehrere dieser Reaktionen gleichzeitig überwacht. Der Polygraph an sich ist nicht mehr als ein Messgerät, das ebendiese Reaktionen misst und aufzeichnet. Eine Auswertung findet durch das Gerät nicht statt und obliegt allein dem Polygraphisten, der entsprechend ausgebildet wurde. Ein Polygraphist soll in der Lage sein, echte Reaktionen von willentlich herbeigeführten zu unterscheiden.

## Durchführung einer polygraphischen Untersuchung
Um den Wahrheitsgehalt einer Aussage zu klären, etwa bei einem Tatverdacht, gibt es zwei gängige polygraphische Testverfahren: den Tatwissens- und den Vergleichsfragentest.

### Tatwissenstest
Beim Tatwissenstest handelt es sich um eine indirekte Methode, weil der zu Untersuchende nicht direkt gefragt wird, ob er dieses oder jenes getan habe, sondern er wird gefragt, ob er etwas über die aufzuklärende Tat wisse. Ziel ist herauszufinden, ob er Wissen über Einzelheiten des Tatgeschehens besitzt, das nur der Täter haben kann. Zu diesem Zweck wird der zu Untersuchende zunächst gefragt, was er über die vorgeworfene Tat weiß und woher dieses Wissen stammt. Sodann werden ihm zu einem bestimmten Aspekt der Tat (Begehungsweise etc.) sechs Fragen gestellt, worunter eine Alternative die zutreffende ist. Es hat sich gezeigt, dass die Reaktionen besonders hoch sind, wenn die Frage auf die zutreffende Antwortalternative wahrheitswidrig verneint wird. Laut Max Steller zeigten verschiedene Laborstudien sogar, „daß Probanden ohne Tatwissen bei fast allen Untersuchungen mit dem Tatwissentest zu 100 Prozent richtig identifiziert werden konnten, d.h., daß keine falsch-positiven Zuordnungen erfolgten. Bei Personen mit Tatwissen erfolgten in 80 bis 95 Prozent richtige Klassifikationen.“

### Vergleichsfragentest
Beim Vergleichsfragentest (auch Kontrollfragentest genannt; engl. control question test oder CQT) geht es nicht um mögliches Tatwissen, sondern der zu Untersuchende wird direkt nach dem zu klärenden Sachverhalt gefragt, etwa ob er die aufzuklärende Tathandlung begangen habe. Eine solche Frage kann beim Vorwurf sexueller Nötigung etwa lauten: „Haben Sie Person X jemals geküsst?“ Die auf den Tatvorwurf zielenden Fragen (in der Regel sind es drei) werden als Tatfragen bezeichnet. Sie werden in Beziehung gesetzt zu (möglichst vier) Vergleichsfragen. Der methodische Ansatz, der dem Versuchsaufbau zugrunde liegt, besteht darin, dass die Reaktionen einer Person auf die tatbezogenen Fragen zu vergleichen sind mit den Reaktionen derselben Person auf dargebotene Vergleichsfragen. Die tatbezogenen Fragen lösen sowohl beim Täter als auch beim fälschlich Verdächtigten eine starke Reaktion aus. Beim fälschlich Verdächtigten lösen die Vergleichsfragen aber noch stärkere Reaktionen als die tatbezogenen Fragen aus, während der Täter von der Bedrohung, die von den tatbezogenen Fragen für ihn ausgeht, überhaupt nicht abzulenken ist. Damit die Vergleichsfragen ihren Zweck erfüllen, müssen sie so formuliert werden, dass sie den Probanden während der Dauer der Untersuchung „beschäftigen“, ihre gewissenhafte Beantwortung ihm also „zu schaffen macht“. Um dies zu erreichen, beziehen sich die Vergleichsfragen auf sozial missbilligtes Verhalten des Untersuchten, und zwar auf dem gleichen Normgebiet, dem auch die Taten angehören, deren er verdächtigt wird.
Anfangs wird mit dem Probanden ein Gespräch geführt, in dem neben einer biographischen Anamnese auch der Konsum von Medikamenten, Alkohol und anderen Drogen innerhalb der letzten 24 Stunden sowie die Länge der Schlafenszeit in der vergangenen Nacht erfragt werden. Sodann werden mit dem zu Untersuchenden zunächst die tatbezogenen Fragen besprochen und danach die Vergleichsfragen. Stehen sowohl Tat- als auch Vergleichsfragen fest, wird der Proband mit dem Untersuchungsablauf vertraut gemacht und mit ihm ein Probelauf durchgeführt. Dazu wird der Proband gebeten, eine der Zahlen 22 bis 26 auszuwählen und diese Zahl, ohne dass der Untersucher die Möglichkeit der Kenntnisnahme hat, zu notieren. Sodann wird der Proband an den Polygraphen angeschlossen, d. h., ihm werden die Messfühler angelegt in Form einer Blutdruckmanschette am linken Oberarm, eines Atmungsgürtels am Brustkorb, von Fingerelektroden zur Messung der Schweißabsonderung an den Ringfinger und an den Zeigefinger der linken Hand sowie einer Fingerklemme, mit der die Durchblutung der Haut über die Fingerspitze gemessen wird. Im Anschluss daran werden drei Einzeltests durchgeführt: Zuerst werden die Zahlen 22 bis 26 der Reihe nach abgefragt, wobei der Proband immer mit „Nein“ antworten soll, also auch dann, wenn er nach der Zahl gefragt wird, die er notiert hat. Beim zweiten Durchgang werden die Zahlen in unterschiedlicher Reihenfolge abgefragt, wobei der Proband wiederum stets mit „Nein“ antworten soll. Im dritten Durchgang soll der Proband die Fragen wahrheitsgemäß beantworten. Der Zahlentest dient vor allem dazu, Störungen auszuschließen, die die Auswertung der im Haupttest zu gewinnenden Reaktionskurven unmöglich oder unsicher machen würden. Einen die Treffsicherheit leicht erhöhenden Nebeneffekt stellt es dar, dass dem Probanden die Zuverlässigkeit des Tests verdeutlicht wird. Das geschieht, indem der Untersucher dem zu Untersuchenden die von diesem notierte Zahl „verrät“. In der Regel kennt der Untersucher die notierte Zahl nämlich bereits nach den ersten beiden Durchgängen.
Danach werden dem Probanden noch einmal alle Fragen vorgelesen, und es wird ihm erklärt, dass der Probedurchgang zufriedenstellend verlaufen ist und der Durchführung des eigentlichen Tests keine Schwierigkeiten im Wege stehen. Im Anschluss an diese Informationen wird der zu Untersuchende gefragt, ob er sich dem Test unterziehen wolle. Es wird ihm weiter gesagt, wenn er dies nicht wolle, so brauche er das nur zu sagen. Die Untersuchung werde dann sofort abgebrochen, und er werde nicht einmal danach gefragt, weshalb er sich dem Test nicht unterziehen wolle. Aus seiner Ablehnung dürften und würden keine negativen Schlüsse gezogen. Entschließt sich der Proband zur Fortführung des Tests, folgt der Auswertung und Erklärung der Reaktionskurven die Hauptuntersuchung. Zum Einsatz kommt der Polygraph meist in drei Durchgängen, die Messungen können aber auch bis zu fünf Mal erfolgen. Im Anschluss daran beginnt die Testauswertung. Die drei Einleitungsfragen werden nicht ausgewertet. Sie dienen dazu, den in der Psychologie bekannten Effekt „aufzufangen“, dass der erste in einer Reihe dargebotene Reiz immer eine verstärkte Aufmerksamkeitszuwendung erfährt.
Bei der Auswertung wird die Reaktion auf die tatbezogene Frage mit der Reaktion auf eine der beiden danebenstehenden Vergleichsfragen verglichen. Dafür werden die auf Millimeterpapier aufgezeichneten körperlichen Reaktionen (Atmung, Hautwiderstand, Blutdruck und periphere Hautdurchblutung) ausgewertet, die während der Hauptuntersuchung bei den drei bis fünf Durchgängen angefallen sind. Quantifiziert werden die unterschiedlichen Kurvengrößen mithilfe einer siebenstufigen Skala. Ist ein Unterschied nicht klar erkennbar, wird die Bewertung „0“ vergeben; ist er deutlich erkennbar, so wird er mit „1“ bewertet, bei einem großen Unterschied mit „2“ und bei einem außerordentlich großen Unterschied mit „3“. Ist die Reaktion auf die tatbezogene Frage größer, erhält die Ziffer ein Minus-Zeichen; ist die Reaktion auf die Vergleichsfrage stärker, wird ein Plus vergeben. Die siebenstufige Skala reicht also von −3 bis +3. Sind die tatbezogenen Fragen inhaltlich verschieden, so kann für jede einzelne Frage ein Gesamtwert berechnet werden, indem alle für die betreffende tatbezogene Frage ermittelten Vergleichswerte unter Berücksichtigung des Vorzeichens addiert werden. Die Summe ist dann der Testwert für die betreffende tatbezogene Frage. In der experimentellen Forschung und in der kriminalistischen Praxis haben sich folgende Grenzwerte bewährt: Werte von +3 und darüber sind Indikatoren dafür, dass die tatbezogene Frage wahrheitsgemäß verneint wurde. Werte von −2 bis +2 erlauben keine sichere Schlussfolgerung. Schließlich ist bei Werten von −3 und darunter davon auszugehen, dass die tatbezogene Frage wahrheitswidrig verneint wurde.
Sind die drei ausgewerteten tatbezogenen Fragen inhaltsgleich (unterscheiden sich also nur in den Formulierungen), so können sämtliche Vergleichswerte unter Berücksichtigung des Vorzeichens zu einem Gesamtwert für den ganzen Test summiert werden. Bei dieser Konstellation haben sich in der experimentellen Forschung und in der kriminalistischen Praxis folgende Grenzwerte bewährt: Werte von +6 und darüber sind Indikatoren für die wahrheitsgemäße Verneinung der tatbezogenen Fragen, Werte von −5 bis +5 erlauben keine sichere Schlussfolgerung, und bei Werten von −6 und darunter ist davon auszugehen, dass die tatbezogenen Fragen wahrheitswidrig verneint wurden.

## Kritik an Lügendetektoren
Angesichts der Tatsache, dass die Anerkennung von Lügendetektoren bei Unzuverlässigkeit großen Schaden anrichten kann, sind die Gegenstimmen zahlreich. Es wird angeführt, dass keine wissenschaftlich haltbaren Beweise für die Zuverlässigkeit existieren, dagegen aber viele Fälle von Fehleinschätzungen durch Lügendetektortests bekannt und die Tests demonstrierbar zu manipulieren sind.

### Mangelnde wissenschaftliche Grundlage
Ein erster wesentlicher Kritikpunkt bezieht sich auf die Theorie, die dem Einsatz der Technik zugrunde liegt, nämlich die Annahme, durch das technische Hilfsmittel eines Polygraphentests („Lügendetektors“) körperliche Reaktionen bei einer Befragung so festhalten und auswerten zu können, dass damit der Wahrheitsgehalt von Antworten „gemessen“ werden könne. Die gemessenen Erregungsunterschiede sind jedoch grundsätzlich unspezifisch, d. h., es ist an der Erregungsveränderung selbst nicht abzulesen, ob sie durch Schuldbewusstsein, Stress beim Lügen oder etwa die Angst, fälschlich verdächtigt zu werden, ausgelöst wurde. 'Lügendetektoren' messen demnach keine Lügen, sondern lediglich Veränderungen der körperlichen Erregung, die auf Nervosität oder andere Emotionen zurückzuführen sind. Damit ist jemand, der auf eine Frage nicht gelassen reagiert, trotz wahrheitsgetreuer Antwort gefährdet, für einen Lügner gehalten zu werden. Emotionale Reaktionen eines unschuldig Verdächtigten auf eindringliche Beschuldigungen sind nicht überraschend, vor allem wenn der Befragte dem Opfer des Verbrechens nahesteht.
Ein zweiter Kritikpunkt bezieht sich auf die empirische Evidenz, mit der die Trefferquoten des Polygraphen belegt werden sollen. Diese Belege stammen entweder aus dem Labor oder aus der Praxis; bei beiden Datenquellen sind gravierende methodische Probleme vorhanden. In Laborstudien ist es nahezu unmöglich, den Stress nachzubilden, unter dem eine Person steht, wenn sie in einem echten Ermittlungsverfahren befragt wird. Dies gilt insbesondere für die Erregung fälschlich Verdächtigter. Daher ist im Labor die Trennung von Lügnern und wahrheitsgemäß aussagenden Personen anhand der Erregung zwar häufig möglich, die Test-Situation ist aber nicht genügend wirklichkeitsnah. In Praxisstudien wird als Kriterium für die tatsächliche Täterschaft (mit der das Polygraphen-Ergebnis in Beziehung gesetzt wird) das Geständnis des Verdächtigten verwendet. Dass ein Tatverdächtiger sich zu einem (möglicherweise sogar falschen) Geständnis entschließt, ist aber seinerseits nicht unabhängig von dem Polygraphen-Ergebnis. Damit ist das Geständnis kein geeignetes Vergleichs-Kriterium.

### Verzerrung durch Vorurteile
Eine Eigenschaft der Lügendetektoren ist, dass sie keine exakten Zahlen oder dergleichen ausgeben. Die Ergebnisse hängen von der Interpretation durch den Untersucher ab, wobei dieselbe Aufzeichnung von verschiedenen Polygraphisten unterschiedlich ausgewertet werden kann. Damit sind Vorurteile nicht ausgeschlossen.
In der sogenannten Friendly-Polygraph-Examiner-Hypothese wird eine Wechselwirkung zwischen Messergebnis und der Haltung des Untersuchers angenommen, dergestalt, dass bei einem freundlich gesinnten Untersucher eher entlastende Ergebnisse erzielt würden, sei es, dass der Tatverdächtige weniger eine Entdeckung fürchtet und die messbaren Erregungsdifferenzen dadurch geringer würden oder dass der Untersucher die Ergebnisse eher als entlastend wertet.
Befürworter von „Lügendetektoren“ weisen darauf hin, dass Ergebnisse eines EKG-Geräts prinzipiell von ähnlicher Natur sind wie jene eines Polygraphen (eine auf Papier aufgezeichnete Kurve), aber bei einem EKG spreche man von einer wissenschaftlich haltbaren Methode. Der Unterschied zwischen Polygraph und EKG ist aber, dass die Grundlagen der EKG-Resultate restlos klar sind (elektrische Spannung der verschiedenen Herzmuskeln); und dass der gleiche Schaden am Herz auch zu den gleichen Ergebnissen führt. Diese fehlende Reproduzierbarkeit führt zu einem Interpretationsspielraum, der Vorurteile begünstigt.

### Manipulierbarkeit
Es ist möglich, messbare Reaktionen willentlich durch Methoden zu erzeugen, die der Untersucher nicht entdeckt. Damit kann das Ergebnis eines Tests in eine gewünschte Richtung gelenkt werden und eventuell eine andere Person mit einem Verbrechen belastet werden.
Dies geschieht nicht nur durch Selbsthypnose bei den kritischen Fragen, sondern durch Erregungs-Erhöhung bei den Kontrollfragen.
Führende Polygraphisten behaupten, sie könnten jede Art solcher Manipulation entdecken, bleiben den Beweis aber schuldig.
Fest steht, dass Angehörige militärischer Spezialeinheiten (im Rahmen ihrer RtI = Resistance-to-Interrogation-Ausbildungsphase) und Mitarbeiter von Geheimdiensten seit langem im Manipulieren von Lügendetektortests geschult werden.

### Bekannte Fälle von erfolglosen Lügendetektortests
Es sind viele Fälle bekannt geworden, in denen durch das Vertrauen auf Lügendetektoren Schaden angerichtet wurde.
Aldrich Ames war ein Mitarbeiter der CIA, der geheime Informationen an die Sowjetunion verkaufte. Vor allem handelte es sich dabei um die Identitäten von Quellen im KGB und dem sowjetischen Militär, die die USA mit Informationen versorgten. Dies führte dazu, dass mindestens 100 Geheimoperationen aufflogen und mindestens zehn Informanten hingerichtet wurden. Ames bestand während seiner Spionagezeit zwei Lügendetektortests bei der CIA und wurde erst durch das eingeschaltete FBI aufgedeckt. Wie er später erzählte, hatte er vor den Tests seinen sowjetischen Kontakt gefragt, was er tun solle. Ihm wurde gesagt, er solle sich bei den Tests einfach entspannen, was er dann tat.
Melvyn Foster wurde 1982 als Verdächtiger in den Green-River-Morden einem Polygraphentest unterzogen, den er nicht bestand. Infolgedessen wurde er jahrelang weiter öffentlich verdächtigt, obwohl keine handfesten Beweise vorlagen. Erst 2001 wurde er endgültig von allen Verdächtigungen befreit, als DNS-Untersuchungen Gary Ridgway mit den Fällen in Verbindung brachten. Ridgway war anfangs einer der Hauptverdächtigen, wurde dann aber nicht weiter beachtet, da er zwei Lügendetektortests bestand. Ridgway konnte seine Mordserie fortsetzen und gestand schließlich bis heute 49 Morde.

## Rechtliche Beurteilung

### Deutschland
Mit seinem Urteil vom 16. Februar 1954 verbietet der Bundesgerichtshof den Einsatz von Lügendetektoren sowohl im Strafverfahren als auch bei den Vorermittlungen, selbst wenn der Angeklagte dem Einsatz zustimme. Dies ergebe sich aus Art. 1 Abs. 1 GG sowie § 136a StPO. Die Zulässigkeit hänge nicht von der Brauchbarkeit, Richtigkeit und Verlässlichkeit des Polygraphen („Lügendetektors“) ab, sondern allein von den das Strafverfahren regelnden Grundsätzen. Diese würden die Anwendung des Gerätes verbieten.
Der Test verletze die Menschenwürde, weil der Beschuldigte Beteiligter und nicht Gegenstand des Verfahrens sei. Die Wahrheit müsse vom Gericht gegebenenfalls auch ohne das Zutun des Beschuldigten aufgeklärt werden.

„Diese Grundsätze des Verfassungs- und Strafverfahrensrechts wurzeln darin, daß selbst der Tatverdächtige und Straffällige der Gesamtheit stets als selbstverantwortliche, sittliche Persönlichkeit gegenübersteht; bei erwiesener Schuld darf und muß er zur Sühne unter das verletzte Recht gebeugt werden; seine Persönlichkeit jedoch darf über jene gesetzlichen Beschränkungen hinaus dem gewiß wichtigen öffentlichen Anliegen der Verbrechensbekämpfung nicht aufgeopfert werden.“

Der Polygraph („Lügendetektor“) beeinträchtige weiterhin den Willen des Beschuldigten und untergrabe die im § 136a StPO (Verbot der Misshandlung) garantierte Willensfreiheit.

„Der Polygraph bezweckt mithin, vom Beschuldigten mehr und andere „Aussagen“ als beim üblichen Verhör zu erlangen, darunter solche, die er unwillkürlich macht und ohne das Gerät gar nicht machen kann. Neben der bewußten und gewollten Antwort auf die Fragen „antwortet“, ohne daß der Beschuldigte es hindern kann, auch das Unbewußte. Ein solcher Einblick in die Seele des Beschuldigten und ihre unbewußten Regungen verletzt die Freiheit der Willensentschließung und -betätigung (§ 136a StPO) und ist im Strafverfahren unzulässig. Zur Erhaltung und Entwicklung der Persönlichkeit gehört ein lebensnotwendiger und unverzichtbarer seelischer Eigenraum, der auch im Strafverfahren unangetastet bleiben muß.“

Am 17. Dezember 1998 lehnte der Bundesgerichtshof den Polygraphen erneut als Beweismittel wegen mangelnder Verlässlichkeit der Ergebnisse ab. Er widerspricht jedoch der Argumentation des Urteils vom 16. Februar 1954 und sieht bei Einwilligung des Betroffenen keinen Menschenwürdeverstoß. Auch ein Verstoß gegen § 136a Abs. 1 StPO sei nicht erkennbar, da eine Täuschung des Betroffenen nicht vorliege.
Ebenfalls ablehnend reagierte der Bundesgerichtshof in seinem Beschluss vom 30. November 2010.
Am 14. Mai 2013 hat das Oberlandesgericht Dresden entschieden, dass die „Untersuchung mit einem Polygraphen […] im Sorge- und Umgangsrechtsverfahren ein geeignetes Mittel [ist], einen Unschuldigen zu entlasten (…)“
Am 26. März 2013 entschied das Amtsgericht Bautzen, dass das entlastende Ergebnis einer (in einer familiengerichtlichen Streitigkeit angefertigten) polygraphischen Untersuchung als entlastende Indiztatsache auch in Strafverfahren verwertbar ist.
Am 31. Juli 2014 erklärte das Bundesverwaltungsgericht in einem Beschluss, dass im gerichtlichen Disziplinarverfahren ein durchgeführter Polygraphietest ein ungeeignetes Beweismittel ist (BVerwG, Beschluss vom 31. Juli 2014, Az.: 2 B20.14, ZBR 2014, 420 ff.). Dabei kritisierten die Richter, dass das OLG Dresden und das AG Bautzen in familiengerichtlichen Beschlüssen, in denen das Ergebnis einer polygrafischen Untersuchung für verwertbar angesehen wurde, nicht ausreichend zur Frage eines festen Zusammenhangs zwischen einem bestimmten Aussageverhalten und spezifischen Reaktionsmustern des vegetativen Nervensystems Stellung genommen haben.
Am 17. Oktober 2017 sprach das Amtsgericht Bautzen (Schöffengericht) einen Angeklagten frei, der einen Missbrauchsvorwurf bestritt und sich mittels einer polygrafischen Untersuchung entlastet hatte. In seiner Entscheidung setzte sich das Gericht auch mit der Kritik des Bundesverwaltungsgerichts auseinander und wies diese zurück: „Ohne seinen Einwand näher zu begründen, stellt damit das BVerwG etwas in Abrede, was selbst der Bundesgerichtshof nicht (mehr) anzweifelt. Im Kern stellt das Bundesverwaltungsgericht das Vorliegen eines festen Zusammenhangs zwischen einem bestimmten Aussageverhaltens und spezifischen Reaktionsmustern des vegetativen Nervensystems in Frage (BVerwG aa0 S.6) und schiebt die auch von ihm nicht in Abrede gestellte hohe durchschnittliche Trefferquote bei experimentellen Untersuchungen an realen Beschuldigten beiseite.“ (AG Bautzen, Urteil vom 26.10.2017 – 42 Ds 610 Js 411/15 jug, BeckRS 2017, 138202).

### Vereinigte Staaten
In den USA ist es den Bundesstaaten überlassen, ob sie Polygrafen in Gerichtsverfahren zulassen. Weniger als die Hälfte tut dies.

## Gehirnscans als Lügendetektor
Neue Methoden versuchen den Wahrheitsgehalt einer Aussage anhand von Gehirnscans festzustellen.
Mittels fMRT-Aufnahmen, die aktive Hirnareale sichtbar machen, wollen Firmen wie z. B. Cephos Trefferquoten von 90 % erreicht haben.
Die grundsätzliche Idee ist, dass Lügen ein komplexerer Vorgang ist, als die Wahrheit zu sagen; demzufolge sind dabei mehr bzw. andere Gehirnareale (Frontal- und Parietallappen) aktiv. Eine weitere Begründung lautet: die Lüge strengt das Gehirn mehr an als die Wahrheit und deshalb werden bestimmte Regionen stärker durchblutet.
Wenn der Proband sich allerdings schon vorher überlegt was er sagen wird und sich fest genug „einredet“ es sei wahr, dann wird beim Test die vorbereitete Antwort aus dem Gedächtnis (Temporallappen bzw. Hippocampus) abgefragt und erscheint somit als wahr.
Der Berliner Neurowissenschaftler John-Dylan Haynes arbeitet an einem Lügendetektor, der „unfehlbar und unabhängig von subjektiven Einschätzungen“ sein soll. Ausgangspunkt der Überlegungen zur Entwicklung eines „Hirnscanners“, eines „Neuronalen Lügendetektors“ ist, dass ein Gehirn vorher erlebte Situationen als „neuronale Spiegelbilder“ speichere, sie wiedererkennt und das deutlich macht, auch wenn der Mensch das Wissen darum zu verbergen trachte: die Hirnaktivität einer Person verrate den Probanden. Angedacht ist: Das Gehirn islamistischer Terroristen werde reagieren, wenn ihnen Bilder von Terrorcamps vorgespielt werden; auf derselben Basis – so die Vorstellung – werde man einer bestimmten Straftat verdächtigte Täter überführen können, wenn man ihnen Bilder von Tatorten vorspiele: Selbst wenn der Täter eine Tatbeteiligung leugnen würde, würde ihn das Wiedererkennen seines Gehirns überführen, wenn unter den vorgespielten Tatortsituationen diejenige dabei ist, die sich auf die ihm zu Recht vorgeworfene Straftat bezieht. Das Gehirn würde im Vergleich zu den vorgespielten Tatortsituationen, an denen er nicht beteiligt war und daher kein neuronales Spiegelbild gespeichert hat, auf die erlebte Tatortsituation erkennbar reagieren, selbst wenn der Täter das verbergen wolle. Die Tatortwiedererkennung des Gehirns sei nicht willentlich beeinflussbar.